# 한국프로농구 2019-20
2019-2020 현대모비스 프로농구는 대한민국 프로농구 24번째 시즌이다. 총 10개 구단이 참여하며 2019년 10월 5일에 개막 하게 되며 팀당 54경기(라운드 로빈방식, 홈 27경기, 원정 27경기)를 치른다.

## 지역별 홈 경기장
| 팀명                   | 연고지 | 홈경기장       | 감독   |
| ---------------------- | ------ | -------------- | ------ |
| 원주 DB 프로미         | 원주   | 원주종합체육관 | 이상범 |
| 서울 삼성 썬더스       | 서울   | 잠실체육관     | 이상민 |
| 서울 SK 나이츠         | 서울   | 잠실학생체육관 | 전희철 |
| 창원 LG 세이커스       | 창원   | 창원실내체육관 | 현주엽 |
| 고양 오리온 오리온스   | 고양   | 고양체육관     | 추일승 |
| 인천 전자랜드 엘리펀츠 | 인천   | 삼산월드체육관 | 유도훈 |
| 전주 KCC 이지스        | 전주   | 전주실내체육관 | 전창진 |
| 안양 KGC인삼공사       | 안양   | 안양실내체육관 | 김승기 |
| 부산 kt 소닉붐         | 부산   | 사직실내체육관 | 서동철 |
| 울산 현대모비스 피버스 | 울산   | 동천체육관     | 유재학 |

## 시즌 화제
- 이번 시즌부터 프로농구 중계 방송사가 종전 MBC 스포츠플러스에서 SPOTV로 변경되었다.
- 인천 전자랜드 소속이었던 정병국이 공연음란 행위로 KBL에서 제명되었다.
- 창원 LG가 이번 시즌 전 김종규와 FA 협상을 벌인 도중 구단 직원이 불법녹취를 해 논란이 일었다. LG는 이 녹취파일을 빌미로 탬퍼링을 제기했으나 재정위원회 결과 탬퍼링 불인정으로 결론이 났다. 결국, 김종규는 LG와의 협상이 결렬되었고, 원주 DB로 이적이 확정되어, 5년간, 12억 7천 9백만원이라는 프로농구 사상 첫 10억 시대를 연 선수로 연봉킹에 오르게 되었다. 사상 처음으로 10억 연봉을 달성한 선수는 김종규가 처음이다.
- 프로농구 개막을 한 달 앞두고 서울 SK 나이츠의 정재홍이 9월 3일 갑작스런 심정지로 사망하였다.
- 울산 현대모비스와 전주 KCC가 초대형 트레이드를 단행하였다. 결과는 이대성과 라건아는 전주 KCC로, 리온 윌리엄스와 김국찬, 박지훈, 김세창은 울산 현대모비스로 이적하였다.
- 고양 오리온 오리온스의 추일승 감독이 성적 부진의 책임을 지고 자진 사퇴하였다. 남은 시즌 동안 김병철 코치가 감독 대행을 맡을 예정이다.
- 코로나19 확산으로 인해 남은 기간 무관중으로 진행하게 되자, 부산 KT 소닉붐의 바이런 멀린스와 알 쏜튼의 대체 선수로 들어온 앨런 더햄, 고양 오리온 오리온스의 보리스 사보비치가 대한민국 內 코로나 확산으로 인한 두려움 땜에 결국 도중 물러나게 되었다. 그런데, 전주 KCC 이지스의 숙소인 전주 라마다 호텔에서 코로나19의 확진자가 다녀갔단 사실이 재난 문자를 통해 알려지자, 결국 프로농구 정규리그가 4주 동안 중단되었다. 그러나, 코로나19 범유행으로 인해 재개가 불투명해졌고, 결국 출범 23년 만에 플레이오프도 열리지 못하고 조기 종료되었다.

## 구단별 캐치프레이즈 (슬로건)
- 울산 현대모비스 피버스 : Crazy for you
- 전주 KCC 이지스 : We are the one
- 원주 DB 프로미 : Victory, Our Promise
- 안양 KGC인삼공사 : Fandom with fans
- 고양 오리온 오리온스 : Fan, Fun, Fighting Always Orion!
- 서울 삼성 썬더스 : SHARE THE GAME, SHARE THE DREAM
- 서울 SK 나이츠 : SK 행복농구가 돌아왔다! 쏴리질러!!
- 창원 LG 세이커스 : 팬 사랑 창원LG, 새로운 비상 세이커스!
- 부산 kt 소닉붐 : Boooom UP!
- 인천 전자랜드 엘리펀츠 : Beyond Imagination

## 선수 은퇴
- 원주 DB 프로미 : 김우재, 노승준, 이광재, 이지운, 주긴완
- 울산 현대모비스 피버스 : 김윤, 김태형, 문태종, 이민영
- 인천 전자랜드 엘리펀츠 : 최우연
- 전주 KCC 이지스 : 박준우, 하승진
- 안양 KGC 인삼공사 : 장규호
- 고양 오리온 오리온스 : 성재준
- 부산 kt 소닉붐 : 김명진
- 서울 삼성 썬더스 : 차민석, 서동용, 옥범준

## 선수 이적

### 자유 계약
- 김종규 (창원 LG → 원주 DB)
- 정창영 (창원 LG → 전주 KCC)
- 전태풍 (전주 KCC → 서울 SK)
- 정희재 (전주 KCC → 창원 LG)
- 김승원 (안양 KGC → 서울 SK)
- 최현민 (안양 KGC → 전주 KCC)
- 김상규 (인천 전자랜드 → 울산현대모비스)
- 김동량 (울산 현대모비스 → 창원 LG)
- 박병우 (원주 DB → 창원 LG)
- 한정원 (원주 DB → 전주 KCC)

### 사인&트레이드
- 서울 삼성 썬더스(김태술) ↔ 원주 DB 프로미(정희원)
- 원주 DB 프로미(박지훈) ↔ 전주 KCC 이지스(김민구)

### 군 입대
- 서울 SK 나이츠 : 김건우, 이현석, 최원혁
- 고양 오리온 오리온스 : 김진유
- 울산 현대모비스 피버스 : 정성호
- 원주 DB 프로미 : 이우정
- 서울 삼성 썬더스 : 정준수
- 전주 KCC 이지스 : 박세진
- 창원 LG 세이커스 : 정해원
- 인천 전자랜드 엘리펀츠 : 정효근
- 안양 KGC 인삼공사 : 박재한.박지훈.임기웅

### 보상 선수
- 서민수 (원주 DB → 창원 LG)

### 트레이드

#### 시즌 전
- 이현민 (전주 KCC → 고양 오리온)
- 이진욱 (고양 오리온 → 전주 KCC)
- 박성진 (인천 전자랜드 → 전주 KCC)

#### 시즌 중
- 울산 현대모비스 피버스 (라건아, 이대성) ↔ 전주 KCC 이지스 (리온 윌리엄스, 박지훈, 김국찬, 김세창)

### 외국인선수

#### 시즌 전
- 원주 DB : 치나누 오누아쿠. 칼렙 그린
- 창원 LG : 캐디 라렌, 라킴 샌더스
- 서울 SK : 애런 헤인즈, 자밀 워니
- 부산 KT : 바이런 멀린스, 앨런 더햄
- 서울 삼성 : 닉 미네라스, 제임스 톰슨
- 안양 KGC : 브랜든 브라운, 덴젤 보울스
- 전주 KCC : 찰스 로드, 라건아
- 고양 오리온 : 보리스 사보비치, 아드리안 유터
- 인천 전자랜드 : 머피 할로웨이, 트로이 길렌워터
- 울산 현대모비스 :리온 윌리엄스, 에메카 오카포

### 재계약
- 울산 현대모비스 : 오용준, 양동근, 최지훈, 함지훈
- 서울 삼성 : 배강률
- 서울 SK : 김우겸, 최부경
- 고양 오리온 : 박상오
- 인천 전자랜드 : 박봉진, 정영삼, 차바위, 홍경기
- 전주 KCC : 신명호
- 부산 kt : 김윤태, 김영환
- 원주 DB : 김태홍, 김현호
- 안양 KGC : 배병준, 양희종
- 창원 LG : 김시래, 이원대

### 3차 재계약
- 이민재 (안양 KGC 인삼공사)
- 김민구 (전주 KCC 이지스)

#### 계약 미체결
- 안정환 (창원 LG 세이커스)

## 정규 시즌 순위
| 순위 | 팀                     | 경기수 | 승 | 패 | 승률  | 연속 | 승차 | 플레이오프 | 비고 |
| ---- | ---------------------- | ------ | -- | -- | ----- | ---- | ---- | ---------- | ---- |
| 1    | 원주 DB 프로미         | 43     | 28 | 15 | 0.651 | 3승  | 0    |            |      |
| 1    | 서울 SK 나이츠         | 43     | 28 | 15 | 0.651 | 5승  | 0    |            |      |
| 3    | 안양 KGC 인삼공사      | 43     | 26 | 17 | 0.605 | 1승  | 2    |            |      |
| 4    | 전주 KCC 이지스        | 42     | 23 | 19 | 0.548 | 1승  | 4.5  |            |      |
| 5    | 인천 전자랜드 엘리펀츠 | 42     | 21 | 21 | 0.5   | 1패  | 6.5  |            |      |
| 6    | 부산 KT 소닉붐         | 43     | 21 | 22 | 0.488 | 2패  | 7    |            |      |
| 7    | 서울 삼성 썬더스       | 43     | 19 | 24 | 0.442 | 1승  | 9    |            |      |
| 8    | 울산 현대모비스 피버스 | 42     | 18 | 24 | 0.429 | 2패  | 9.5  |            |      |
| 8    | 창원 LG 세이커스       | 42     | 16 | 26 | 0.381 | 2패  | 11.5 |            |      |
| 10   | 고양 오리온 오리온스   | 43     | 13 | 30 | 0.302 | 1패  | 15   |            |      |

## 플레이오프
| KBL                                                  | KBL                                                    | KBL                               |
| ---------------------------------------------------- | ------------------------------------------------------ | --------------------------------- |
| 이전 대회                                            | 2019-2020 현대모비스 프로 농구 (2019.10.5 ~ 2020.2.29) | 다음 대회                         |
| 2018-2019 SKT 5GX 프로 농구 (2018.10.13 ~ 2019.4.21) | 2019-2020 현대모비스 프로 농구 (2019.10.5 ~ 2020.2.29) | 한국프로농구 2020-21 (2020.10 ~ ) |